# كلية الطب بجامعة سينسيناتي
كلية الطب بجامعة سينسيناتي (بالإنجليزية: University of Cincinnati College of Medicine)‏ هي إحدى الكليات لتدريس الطب في الولايات المتحدة الأمريكية. تقع في مدينة سيسيناتي في ولاية أوهايو الأمريكية. نوع الشهادة الطبية التي يتم تحصيلها هناك هي دكتور في الطب.